# Elecciones generales de Dominica de 1985
Elecciones generales tuvieron lugar en Dominica el 1 de julio de 1985. El Partido de la Libertad de Dominica ganó 15 de los 21 escaños disputados. La participación fue del 74.6%. 

## Resultados
| Partido                             | Votos  | %    | Escaños | +/-   |
| ----------------------------------- | ------ | ---- | ------- | ----- |
| Partido de la Libertad de Dominica  | 18,865 | 56.7 | 15      | -2    |
| Partido Laborista de Dominica       | 13,014 | 39.1 | 5       | +5    |
| Partido Laborista Unido de Dominica | 558    | 1.7  | 1       | Nuevo |
| Fuerza Progresista de Dominica      | 78     | 0.2  | 0       | Nuevo |
| Independentes                       | 766    | 2.3  | 0       | -2    |
| Votos blancos/nulos                 | 284    | -    | -       | -     |
| Total                               | 33,565 | 100  | 21      | 0     |
| Fuente: Nohlen                      |        |      |         |       |